# Manhattan (Kansas)

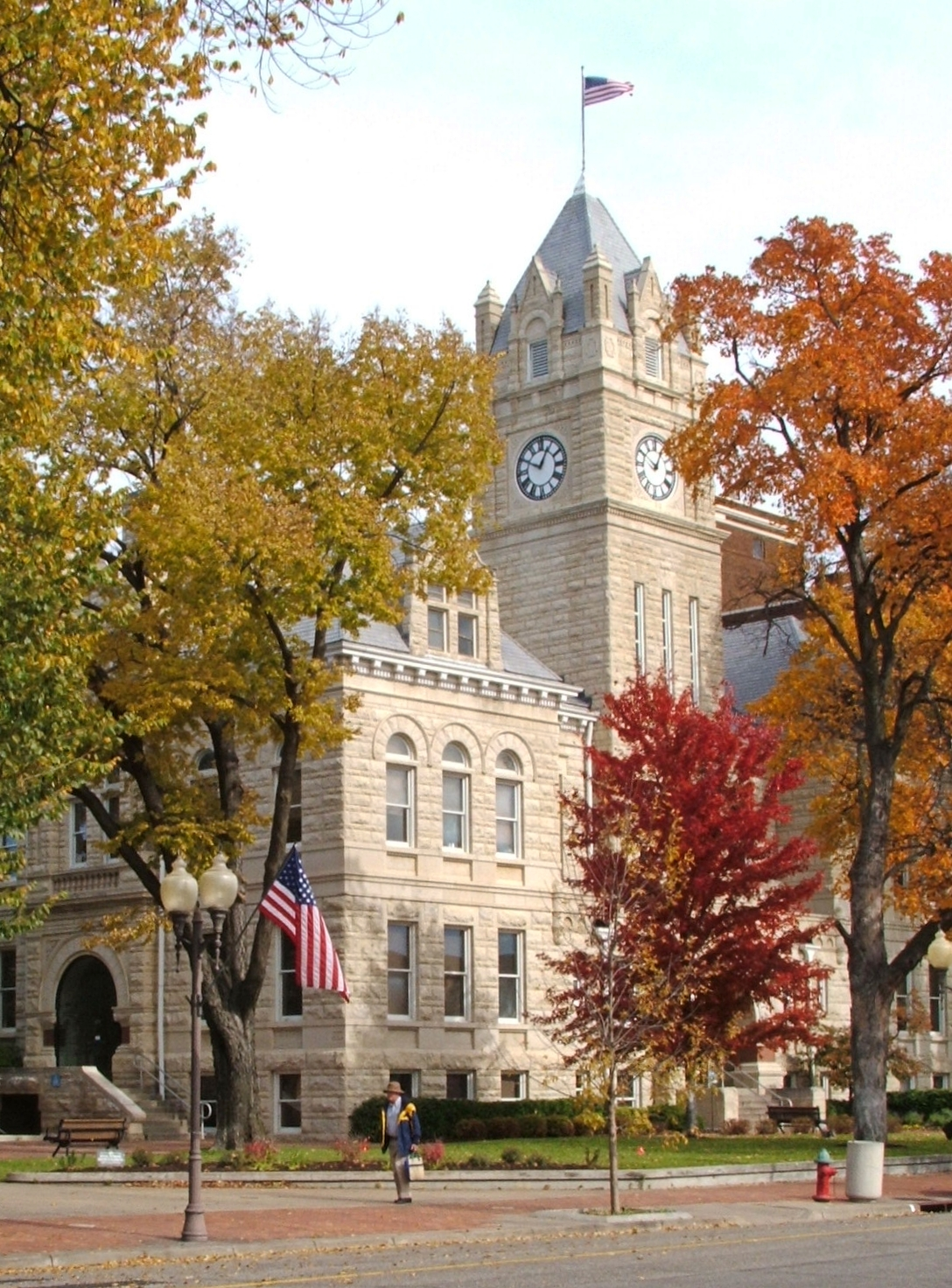
Soud

Manhattan je město ve státu Kansas v USA. Město se rozkládá v okrese Riley, menší část města se nachází i v okrese Pottawatomie. Město je také nazýváno The Little Apple (Malé jablko), odvozeně od přezdívky New Yorku The Big Apple (Velké jablko), jehož nejvýznamnější městskou částí je mnohem známější Manhattan.
Nedaleko (13 km západně) od Manhattanu se nachází Fort Riley jedna z nejvýznamnějších vojenských základen Armády Spojených států.

## Partnerská města
Partnerskými městy Manhattanu jsou (v závorce je uvedeno datum podepsání partnerské dohody):
- Dobřichovice, Středočeský kraj, Česko (2004)